# Племићка скупштина
Племићка скупштина (рус. дворянское собрание) или благородна скупштина (рус. благородное собрание) је била орган племићке самоуправе у Руској Империји од 1766. до 1917. године.
Племићке скупштине су постојале на губернијском и среском нивоу. Учесници скупштине су били представници племићког друштва на одређеном подручју. Предсједавајући племићке скупштине имао је звање предводника племства (рус. предводитель дворянства). Племићке скупштине су се бавиле рјешавањем локалних друштвених питања, али им је било забрањено разматрање питања која се тичу државног уређења. Након кметске реформе (1861) и након оснивања земских органа самоуправе, надлежности племићке скупштине су се односиле само на рјешавања питања у вези племства.
Племићке скупштине су се састајале у срезовима и губернијама једном у три године. Могле су се сазивати и ванредне скупштине, али је за то било потребно одобрење губернатора. Три мјесеца прије губернијских, сазивале су се среске племићке скупштине.
Племићке скупштине су службено укинуте након Октобарске револуције.